# Сан Хозе шаркси
Сан Хозе шаркси (енгл. San Jose Sharks) су амерички хокејашки клуб из Сан Хозеа. Клуб утакмице као домаћин игра у Ес-еј-пи центру (енгл. SAP Center) капацитета 17.562 места. Клуб се такмичи у Националној хокејашкој лиги (НХЛ).
Шаркси (ајкуле) играју у оквиру Пацифик дивизије у Западној конференцији. Основна боја клуба је тил (пацифик плава), док се као споредне користе још црна, наранџаста и бела. Ајкуле су један од три калифорнијска клуба уз Анахајм даксе и Лос Анђелес кингсе.
Клуб има две филијале које користи за развој играча - Сан Хозе баракуде, које играју у АХЛ-у (развојна лига), и Ален американси из Алена у Тексасу, који играју у ЕЦХЛ-у.

## Трофеји
- Кемпбел боул (шампиони Западне конференције):
  - Првак (1) : 2015/16
- Пацифик дивизија:
  - Првак (6) : 2001/02, 2003/04, 2007/08, 2008/09, 2009/10, 2010/11.
- Президент трофеј (најбољи тим регуларног дела сезоне):
  - Првак (1) : 2008/09.

## Историја
Шаркси су основани 1991. и постали су прва НХЛ франшиза у Сан Франциско заливу од 1976. након што су Калифорнија голден силси премештени у Кливленд. Највећи успех им је било освајање Кемпбел боула у сезони 2015/16 након победе у финалу западне конференције против Сент Луиса резултатом 4-2 (истим резултатом су касније поражени од Питсбурга у борби за Стенли куп).

## Дворана
Од своје треће сезоне па све до данас шаркси играју у "Сан Хозе арени" (како се тада звала дворана). 2001. године дворана мења назив у "Компак Центар" (енгл. Compaq Center), 2002. у "Ејч-пи Павилион" (енгл. HP Pavilion) да би након сезоне 2012/13 дворана поново променила назив према новом спонзору у "Ес-еј-пи центар" (енгл. SAP Center).
Када се користи за хокеј дворана има капацитет од 17.562 места за седење. Отворена је 7. септембра 1993. и осим за хокеј користи се и за друге спортове и догађаје.
Навијачи и локално становништво овај објекат зову "акваријум за ајкуле" или кратко "акваријум" (енгл. shark tank).
Своје прве две сезоне ајкуле су играле у "Кау Палас" дворани, у граду Дејли Сити надомак Сан Франциска.

## Резултати по сезонама
| Шампиони конференције | Шампиони дивизије | Без плејофа |

Легенда: У = Одигране утакмице, П = Победе, И = Изгубљене, Н = Нерешене, ИП = Изгубљене након продужетака/пенала, Б = Освојени бодови, Рег = Пласман у дивизији након регуларног дела сезоне, Плеј оф = Резултати у плеј офу (ознаке испред утакмица: 1-четвртфинале конференције, 2-полуфинале конференције, Ф-финале конференције, С-Стенли куп)
| Сезона         | У                                | П                                | И                                | ИП                               | Н1                               | Б                                | Рег                                                                                                | Плеј оф                                                               | Главни тренер                     |
| -------------- | -------------------------------- | -------------------------------- | -------------------------------- | -------------------------------- | -------------------------------- | -------------------------------- | -------------------------------------------------------------------------------------------------- | --------------------------------------------------------------------- | --------------------------------- |
| 2016/17 Плејоф | 82                               | 46                               | 29                               | 7                                |                                  | 99                               | 3.                                                                                                 | 1: Едмонтон ојлерси -                                                 | Питер ДеБер                       |
| 2015/16 Плејоф | 82                               | 46                               | 30                               | 6                                | 98                               | 3.                               | 1: Лос Анђелес кингси 4-1 2: Нешвил предаторси 4-3 Ф: Сент Луис блуз 4-2 С: Питсбург пенгвинси 2-4 | Питер ДеБер                                                           |                                   |
| 2014/15 Плејоф | 82                               | 40                               | 33                               | 9                                | 89                               | 5.                               | Нису се пласирали                                                                                  | Тод МекЛелан                                                          |                                   |
| 2013/14        | 82                               | 51                               | 22                               | 9                                | 111                              | 2.                               | 1: Лос Анђелес кингси 3-4                                                                          | Тод МекЛелан                                                          |                                   |
| 2012/132       | 48                               | 25                               | 16                               | 7                                | 57                               | 3.                               | 1: Ванкувер канакси 4-0 2: Лос Анђелес кингси 3-4                                                  | Тод МекЛелан                                                          |                                   |
| 2011/12        | 82                               | 43                               | 29                               | 10                               | 96                               | 2.                               | 1: Сент Луис блуз 1-4                                                                              | Тод МекЛелан                                                          |                                   |
| 2010/11        | 82                               | 48                               | 25                               | 9                                | 105                              | 1.                               | 1: Лос Анђелес кингси 4-2 2: Детроит ред вингси 4-3 Ф: Ванкувер канакси 1-4                        | Тод МекЛелан                                                          |                                   |
| 2009/10        | 82                               | 51                               | 20                               | 11                               | 113                              | 1.                               | 1: Колорадо авеланши 4-2 2: Детроит ред вингси 4-1 Ф: Чикаго блекхокси 0-4                         | Тод МекЛелан                                                          |                                   |
| 2008/09        | 82                               | 53                               | 18                               | 11                               | 117                              | 1.                               | 1: Анахајм дакси 2-4                                                                               | Тод МекЛелан                                                          |                                   |
| 2007/08        | 82                               | 49                               | 23                               | 10                               | 108                              | 1.                               | 1: Калгари флејмси 4-3 2: Далас старси 2-4                                                         | Рон Вилсон                                                            |                                   |
| 2006/07        | 82                               | 51                               | 26                               | 5                                | 107                              | 2.                               | 1: Нешвил предаторси 4-1 2: Детроит ред вингси 2-4                                                 | Рон Вилсон                                                            |                                   |
| 2005/06        | 82                               | 44                               | 27                               | 11                               | 99                               | 2.                               | 1: Нешвил предаторси 4-1 2: Едмонтон ојлерси 2-4                                                   | Рон Вилсон                                                            |                                   |
| 2004/05        | Сезона је отказана због локаута. | Сезона је отказана због локаута. | Сезона је отказана због локаута. | Сезона је отказана због локаута. | Сезона је отказана због локаута. | Сезона је отказана због локаута. | Сезона је отказана због локаута.                                                                   | Сезона је отказана због локаута.                                      | Рон Вилсон                        |
| 2003/04        | 82                               | 43                               | 21                               | 12                               | 6                                | 104                              | 1.                                                                                                 | 1: Сент Луис блуз 4-1 2: Колорадо авеланши 4-2 Ф: Калгари флејмси 2-4 | Рон Вилсон                        |
| 2002/03        | 82                               | 28                               | 37                               | 9                                | 8                                | 73                               | 5.                                                                                                 | Нису се пласирали                                                     | Рон Вилсон Кеп Ридер3 Дерил Сатер |
| 2001/02        | 82                               | 44                               | 27                               | 8                                | 3                                | 99                               | 1.                                                                                                 | 1: Аризона којотси 4-1 2: Колорадо авеланши 3-4                       | Дерил Сатер                       |
| 2000/01        | 82                               | 40                               | 27                               | 12                               | 3                                | 95                               | 2.                                                                                                 | 1: Сент Луис блуз 2-4                                                 | Дерил Сатер                       |
| 1999/2000      | 82                               | 35                               | 30                               | 10                               | 7                                | 87                               | 4.                                                                                                 | 1: Сент Луис блуз 4-3 2: Далас старси 1-4                             | Дерил Сатер                       |
| 1998/99        | 82                               | 31                               | 33                               |                                  | 18                               | 80                               | 4.                                                                                                 | 1: Колорадо авеланши 2-4                                              | Дерил Сатер                       |
| 1997/98        | 82                               | 34                               | 38                               | 10                               | 78                               | 4.                               | 1: Далас старси 2-4                                                                                | Дерил Сатер                                                           |                                   |
| 1996/97        | 82                               | 27                               | 47                               | 8                                | 62                               | 7.                               | Нису се пласирали                                                                                  | Ал Симс                                                               |                                   |
| 1995/96        | 82                               | 20                               | 55                               | 7                                | 47                               | 7.                               | Нису се пласирали                                                                                  | Џим Вајли4 Кевин Константин                                           |                                   |
| 1994/952       | 48                               | 19                               | 25                               | 4                                | 42                               | 3.                               | 1: Калгари флејмси 4-3 2: Детроит ред вингси 0-4                                                   | Кевин Константин                                                      |                                   |
| 1993/94        | 84                               | 33                               | 35                               | 16                               | 82                               | 3.                               | 1: Детроит ред вингси 4-3 2: Торонто мејпл лифси 3-4                                               | Кевин Константин                                                      |                                   |
| 1992/93        | 84                               | 11                               | 71                               | 2                                | 24                               | 6.                               | Нису се пласирали                                                                                  | Џорџ Кингстон                                                         |                                   |
| 1991/92        | 80                               | 17                               | 58                               | 5                                | 39                               | 6.                               | Нису се пласирали                                                                                  | Џорџ Кингстон                                                         |                                   |

1 Од сезоне 2005/06 нема нерешених резултата и све утакмице морају имати победника.
2 Сезона је скраћена због локаута у НХЛ-у.
3 Кеп Ридер водио је екипу на само једној утакмици у сезони 2002/03 након отпуштања Сатера, пре него што је ангжован Вилсон.
4 Вајли је водио екипу до завршетка сезоне 1995/96 након отпуштања Константина.

## Признања играчима Сан Хозеа
| Име играча (сезона)        | Признање                                               |
| -------------------------- | ------------------------------------------------------ |
| Џо Торнтон* (2005/06)      | Арт Росов трофеј (највише поена у лиги)                |
| Тони Гранато (1996/97)     | Бил Мастертон трофеј (за ферплеј и посвећеност хокеју) |
| Јевгениј Набоков (2000/01) | Калдеров трофеј (најбољи нови играч у лиги)            |
| Џо Торнтон* (2005/06)      | Хартов трофеј (најкориснији играч тима - МВП)          |
| Џонатан Чичу (2005/06)     | Морис Ришаров трофеј (најбољи стрелац лиге)            |
| Брент Бeрнс (2014/15)      | НХЛ Фаундејшн (амбасадор хокеја у својој заједници)    |

(* - прешао из Бостона током сезоне 2005/06)

### Дворана славних
Четворица бивших играча Сан Хозеа ушла су у дворану славних у Торонту.
| Играч          | Период у тиму | Година уласка у дворану славних |
| -------------- | ------------- | ------------------------------- |
| Сергеј Макаров | 1993-1995     | 2016                            |
| Роб Блејк      | 2008-2010     | 2014                            |
| Ед Белфор      | 1996          | 2011                            |
| Игор Ларионов  | 1993-1995     | 2008                            |

### Ајкуле у Ол-стар тиму
| Година | Играч(и)                                  | Тренер                                  |
| ------ | ----------------------------------------- | --------------------------------------- |
| 2017   | Брент Бeрнс, Мартин Џонс, Џо Павелски     | Питер ДеБер (Тим Пацифик дивизије)      |
| 2016   | Брент Бeрнс, Џо Павелски                  | -                                       |
| 2015   | Брент Бeрнс                               | -                                       |
| 2012   | Логан Кутур                               | Тод МекЛелан (Тим Алфредсон)            |
| 2011   | Ден Бојл                                  | -                                       |
| 2009   | Ден Бојл, Патрик Марлоу, Џо Торнтон       | Тод МекЛелан (Тим Западне конференције) |
| 2008   | Јевгениј Набоков, Џо Торнтон              | -                                       |
| 2007   | Џонатан Чичу, Патрик Марлоу, Џо Торнтон   | -                                       |
| 2004   | Патрик Марлоу                             | -                                       |
| 2003   | Тему Селене                               | -                                       |
| 2002   | Тему Селене, Винсент Дампхаус, Овен Нолан | -                                       |
| 2001   | Јевгениј Набоков, Маркус Рагнарсон        | -                                       |
| 2000   | Овен Нолан                                | -                                       |
| 1999   | Марко Штурм                               | -                                       |
| 1997   | Тони Гранато, Овен Нолан                  | -                                       |
| 1996   | Овен Нолан                                | -                                       |
| 1994   | Артурс Ирбе, Сандис Озолинш               | -                                       |
| 1993   | Кели Кизио                                | -                                       |
| 1992   | Даг Вилсон                                | -                                       |

## Играчи
Листе садрже све играче ајкула од настанка клуба по позицијама на којима су играли или још увек играју.
Листа је закључена са сезоном 2015/16.

### Голмани
| - Ед Белфор - Брајан Бушер - Џими Вејти - Мајк Вернон - Томас Грајс - Трој Гросеник - Син Гутијер - Ерон Дел - Артурс Ирбе | - Мика Кипрусоф - Јарно Милис - Џејсон Муцати - Јевгениј Набоков - Анти Ниеми - Антеро Нитимаки - Димитри Пецолд - Џејмс Рејмер - Геоф Саржин | - Алекс Стелок - Крис Терери - Веса Тоскала - Вејд Флаерти - Брајан Хејворд - Џеф Хекет - Кели Хруди - Стив Шилдс - Нолан Шифер |  |

### Одбрамбени
|  | - Петер Ахола - Сергеј Баутин - Стив Бенкрофт - Иља Бјакин - Роб Блејк - Ден Бојл - Даг Боџер - Џастин Браун - Рич Бренан - Брент Бeрнс - Јан Вајт - Колин Вајт - Никлас Валин - Џим Вандермир - Џејсон Видмер - Дејвид Вилијамс - Нил Вилкинсон - Даг Вилсон - Марк-Едуард Влашић - Линк Гец - Тод Гил - Џош Горџес - Ендру Дежардинс - Роб Дејвисон - Дилан Демело - Џејсон Демерс - Бренден Дилон - Боби Долас - Ал Ејофрејти - Кристијан Ерхоф - Андреј Зјузин | - Даг Змолек - Мет Ирвин - Џон Јакопин - Џим Кајт - Џо Калахан - Мет Каркнер - Мет Карли - Брајан Кемпбел - Мајк Колман - Дин Колстед - Шон Кронин - Властимил Кроупа - Мајк Лелор - Рик Лезард - Крис Липума - Џеј Лич - Бред Лукович - Даглас Мареј - Пол Мартин - Брајан Марчмент - Џејсон Маршал - Боб Макгил - Ден Макгилис - Кајл Макларен - Пет Меклеод - Марти Мексорли - Мирко Милер - Џејсон Мор - Мајк Мур - Џеф Нортон - Сендис Озолинш | - Том Педерсон - Ник Петрецки - Роман Полак - Том Прејсинг - Маркус Рагнарсон - Ивес Расин - Мајк Ратје - Крег Ривет - Боб Роузи - Анди Сатон - Кен Сатон - Алексеј Семјонов - Михал Сикора - Клаудио Скремин - Бред Стјуарт - Карл Столери - Гери Сутер - Мет Тенисон - Тејлор Федун - Џим Фехеј - Џеси Фибигер - Кент Хаскинс - Шон Хејнс - Кен Хемонд - Скот Хенан - Грег Хеугуд - Бил Хоулдер - Роб Цетлер - Џеф Џилсон - Дерек Џозлин |

### Нападачи
| ( ЛЕВА КРИЛА ) - Никлас Андерсон - Пери Андерсон - Марк Бел - Дон Бербер - Стив Бозек - Шон Бур - Вјачеслав Буцајев - Чед Вајсмен - Данијел Виник - Бред Винчестер - Реј Витни - Ти-Џеј Галијарди - Јохан Гарпенлев - Адам Грејвс - Метју Дарше - Гетон Душезне - Кевин Еванс - Тод Елик - Бен Игер - Боб Иреј - Дејв Капуано - Џон Картер - Лукаш Кашпар - Жан-Франсоа Квинтин - Тим Кенеди - Рајан Клови - Крег Кокси - Ивон Кориву - Александр Королјук - Мареј Кравен - Михаил Кравец - Пол Крусе - Брајан Лерг - Бил Линдси - Дејв Лоури - Патрик Марлоу - Стивен Матеу - Џон Мекарти - Џејми Макгин - Фрејзер Макларен - Мајк Мекхју - Дејвид Мели - Милан Михалек - Трејвис Моен - Андреј Назаров - Мет Нието - Виле Ниминен - Марк Педерсон - Виле Пелтонен - Мајкл Пикард - Томаш Плихал - Бери Потомски - Џон Скат - Петри Скрико - Дејв Снагеруд - Рафи Торес - Скат Торнтон - Пол Фентон - Џеф Фризен - Томаш Хертл - Алекс Хикс - Џоди Шели - Марко Штурм | ( ЦЕНТРИ ) - Робин Бава - Џејми Бејкер - Пери Березан - Бред Бојес - Кертис Браун - Марк Буфејт - Кајл Велвуд - Томи Вингелс - Доди Вуд - Роб Гаудре - Скот Гомез - Марцел Гоц - Стив Гуола - Винсент Дампхаус - Лери ДеПалма - Стивен Залевски - Дин Ивасон - Мајк Игулден - Гери Имонс - Том Каванах - Кели Кизио - Брекен Кирнс - Виктор Козлов - Рајан Крафт - Дејл Крегвел - Логан Кутур - Игор Ларионов - Брајан Лаутон - Лин Лојнс - Мени Малотра - Ендру Мареј - Елин Мекаули - Хјуби Мекданау - Џеф Маклин - Брендон Мешинтер - Кевин Милер - Кип Милер - Тори Мичел - Џим Монтгомери - Џон Морис - Доминик Мур - Скот Никол - Берни Николс - Јарослав Отеврел - Марк Павелич - Џо Павелски - Вејн Примоа - Џереми Реник - Патрик Ризмилер - Мајк Ричи - Мајк Саливан - Рон Сатер - Џерод Скади - Марк Смит - Грент Стивенсон - Дерен Таркоти - Крис Тирни - Џо Торнтон - Бен Фериеро - Иејн Фрејзер - Михал Ханџуш - Мајкл Хејли - Двајт Хелминен - Тони Хркац - Крејг Џенеј - Џејмс Шепард | ( ДЕСНА КРИЛА ) - Рајли Армстронг - Стив Бернијер - Линдон Бајерс - Дејв Браун - Мајк Браун - Мет Бредли - Дејвид Брус - Адам Буриш - Рајан Вески - Мајк Грајер - Тони Гранато - Беркли Гудроу - Бил Гуерин - Улф Дален - Нико Димитракос - Шеан Донован - Нилс Екман - Мирослав Залешак - Том Ивен - Алексеј Јегоров - Мелкер Карлсон - Ед Кортени - Мајк Крег - Џош Лангфелд - Питер Лапин - Клод Лемоа - Сергеј Макаров - Џо Марфи - Џамал Мејерс - Џон Маклин - Брајан Милен - Брант Мирес - Овен Нолан - Џед Ортмајер - Џеф Оџерс - Скот Паркер - Мет Пелек - Вејн Присли - Микаел Самуелсон - Тему Селене - Девин Сетогучи - Бен Смит - Рони Стерн - Бред Стубиц - Никлас Сундстром - Данил Тарасов - Крис Тенсил - Мартин Хавлат - Тим Хантер - Тод Харви - Ераја Хејс - Ханес Хивонен - Дени Хитли - Јан Чалоун - Џонатан Чичу - Реј Шепард |  |

### Капитени
| Играч | Година        |
| --- | ------------- |
| Даг Вилсон                                                                                                | 1991-1993     |
| Боб Иреј                                                                                                  | 1993-1995     |
| Џеф Оџерс                                                                                                 | 1995-1996     |
| Тод Гил                                                                                                   | 1996-1998     |
| Овен Нолан                                                                                                | 1998-2003     |
| Мајк Ричи (првих 10 утакмица) Винсент Дампхаус (наредних 20 утакмица) Елин Мекаули (наредних 10 утакмица) | 2003-2004*    |
| Патрик Марлоу                                                                                             | 2004-2009     |
| Роб Блејк                                                                                                 | 2009-2010     |
| Џо Торнтон                                                                                                | 2010-2014     |
| Џо Павелски                                                                                               | 2015-до данас |

* - Капитени су се ротирали у првом делу сезоне 2003/04.